# KOKORO & KARADA/LOVE페디아/인간관계 No way way
《KOKORO & KARADA/LOVE페디아/인간관계 No way way》(KOKORO&KARADA／LOVEペディア／人間関係No way way 코코로안도카라다/라브페디아/닌겐간게노웨이웨이[*])는 2020년 1월 22일 발매된 모닝구무스메'20의 예순여덟 번째 싱글이다.

## 개요
- 15기 멤버(키타가와 리오, 오카무라 호마레, 야마자키 메이)가 합류 후 첫 발매되는 싱글.
- 초회한정반 A, B, C, SP, 통상반 A, B, C의 7 형태로 발매.
- 초회한정반 A, B, C, SP에는 DVD가 같이 수록되고 있다.
- 모든 초회한정반에는 이벤트 추첨 일련 번호 카드가 봉입되고 있다.

## 수록곡

### CD
1. KOKORO & KARADA
작사, 작곡 : 층쿠 / 편곡 : 오쿠보 카오루
2. LOVEペディア
작사 : 코다마 아메코 / 작곡 : 오오야키 히로오 / 편곡 : 히라타 쇼이치로
3. 人間関係No way way
작사 : 코다마 아메코 / 작곡 : 오오야키 히로오 / 편곡 : 스즈키 슌스케
4. KOKORO & KARADA (Instrumental)
5. LOVEペディア (Instrumental)
6. 人間関係No way way (Instrumental)

### DVD
초회한정반 A
1. KOKORO & KARADA (Music Video)

초회한정반 B
1. LOVEペディア (Music Video)

초회한정반 C
1. 人間関係No way way (Music Video)

초회한정반 SP
1. KOKORO & KARADA (Dance Shot ver.)
2. LOVEペディア (Dance Shot ver.)
3. 人間関係No way way (Dance Shot ver.)

## 차트
- 일간최고순위 2위 (오리콘 차트)
- 일간최고순위 6위 (오리콘 디지털 차트)
  - KOKORO & KARADA
- 일간최고순위 7위 (오리콘 디지털 차트)
  - LOVEペディア
- 일간최고순위 5위 (오리콘 디지털 차트)
  - 人間関係No way way
- 주간최고순위 2위 (오리콘 차트)